# Валансісс
Валансісс (фр. Valencisse) — муніципалітет у Франції, у регіоні Центр — Долина Луари, департамент Луар і Шер. Валансісс утворено 1 січня 2016 року шляхом злиття муніципалітетів Молінеф i Оршез. Адміністративним центром муніципалітету є Молінеф. Населення — 2315 осіб (01.01.2021).

## Історія
1 січня 2017 року до Валансісс приєднано муніципалітет Шамбон-сюр-Сісс.